# Peteina hyperdiscalis
Peteina hyperdiscalis là một loài ruồi trong họ Tachinidae.